# فیراکسیس گیمز
فیراکسیس گیمز (انگلیسی: Firaxis Games) شرکت بازی ویدئویی آمریکایی است، که در سال ۱۹۹۶ توسط سید میر تأسیس شد.